# Лимбажский край
Ли́мбажский край (латыш. Limbažu novads) — административно-территориальная единица на севере Латвии, в историко-культурной области Видземе. Край состоит из 14 волостей и городов Айнажи, Алоя, Салацгрива, Стайцеле и Лимбажи, который является центром края. Граничит с Саулкрастским, Сигулдским, Цесисским, Валмиерским краями и с эстонским уездом Пярнумаа.

## История
Край был образован 1 июля 2009 года из части расформированного Лимбажского района в составе 7 волостей и города Лимбажи. Площадь края составляла 1170,9 км². Граничил с Салацгривским, Алойским, Коценским, Паргауйским, Кримулдским, Сейским, Саулкрастским краями.
В ходе административно-территориальной реформы Латвии 2021 года к краю были присоединены города Айнажи, Салацгрива и 3 волости из упразднённого Салацгривского края, а также города Алоя, Стайцеле и 4 волости из упразднённого Алойского края. Площадь укрупнённого края составила 2441 км².

## Население
На 1 января 2010 года население края составляло 19 538 человек.
Национальный состав населения края по итогам переписи населения Латвии 2011 года:
| Национальность | Численность, чел. (2011) | %        |
| -------------- | ------------------------ | -------- |
| Латыши         | 16 002                   | 89,99 %  |
| Русские        | 1005                     | 5,65 %   |
| Белорусы       | 176                      | 0,99 %   |
| Украинцы       | 184                      | 1,03 %   |
| Поляки         | 126                      | 0,71 %   |
| Литовцы        | 80                       | 0,45 %   |
| Другие         | 208                      | 1,17 %   |
| всего          | 17 781                   | 100,00 % |

## Территориальное деление
- город Айнажи (латыш. Ainažu pilsēta)
- Айнажская волость (латыш. Ainažu pagasts)
- Алойская волость (латыш. Alojas pagasts)
- город Алоя (латыш. Alojas pilsēta)
- Браславская волость (латыш. Braslavas pagasts)
- Бривземниекская волость (латыш. Brīvzemnieku pagasts)
- Видрижская волость (латыш. Vidrižu pagasts)
- Вилькенская волость (латыш. Viļķenes pagasts)
- Катварская волость (латыш. Katvaru pagasts)
- Лиепупская волость (латыш. Liepupes pagasts)
- город Лимбажи (латыш. Limbažu pilsēta)
- Лимбажская волость (латыш. Limbažu pagasts)
- Палеская волость (латыш. Pāles pagasts)
- город Салацгрива (латыш. Salacgrīvs pilsēta)
- Салацгривская волость (латыш. Salacgrīvas pagasts)
- Скултская волость (латыш. Skultes pagasts)
- город Стайцеле (латыш. Staiceles pilsēta)
- Стайцельская волость (латыш. Staiceles pagasts)
- Умургская волость (латыш. Umurgas pagasts)

## Галерея

Герб прежнего Лимбажского края (2010–2021)
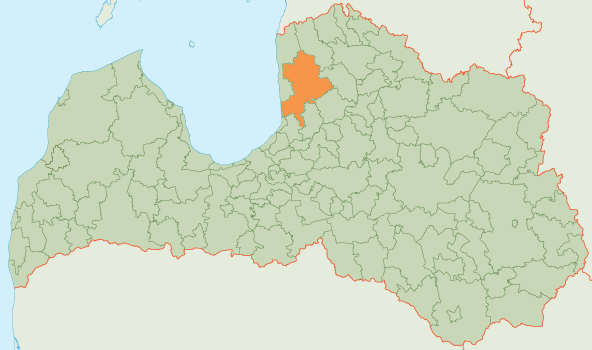
Карта прежнего Лимбажского края